# George Coventry, VI conte di Coventry
George William Coventry, VI conte di Coventry (26 aprile 1722 – Londra, 3 settembre 1809) è stato un politico inglese.

## Biografia
Coventry era il secondo, ma il primo figlio sopravvissuto di William Coventry, V conte di Coventry, e di sua moglie, Elizabeth Allen. Frequentò il Winchester e l'University College.

## Carriera
Fu eletto alla Camera dei Comuni per Bridport (1744-1747) e Worcestershire (1747-1751). Nello stesso anno successe al padre nella contea ed entrò nel Camera dei lord. Fu anche Lord luogotenente del Worcestershire (1751-1808) ed è stato Lord of the Bedchamber di Giorgio II (1752-1760) e di Giorgio III (1760-1770).
Ha ereditato Croome Court, vicino a Pershore, da suo padre e commissionò Capability Brown di ridisegnare sia la casa che il parco circostante.

## Matrimoni

### Primo Matrimonio
Sposò, il 5 marzo 1752 a Londra, Maria Gunning (1732-30 settembre 1760), figlia del colonnello John Gunning. Ebbero tre figli:
- Lady Mary Alicia Coventry (9 dicembre 1754-8 gennaio 1784), sposò Sir Andrew Bayntun-Rolt, ebbero una figlia;
- George Coventry, VII conte di Coventry (25 aprile 1758-26 marzo 1831);
- Lady Anne Margaret Coventry, sposò in prime nozze Edward Foley, non ebbero figli, e in seconde nozze Samuel Wright, non ebbero figli.

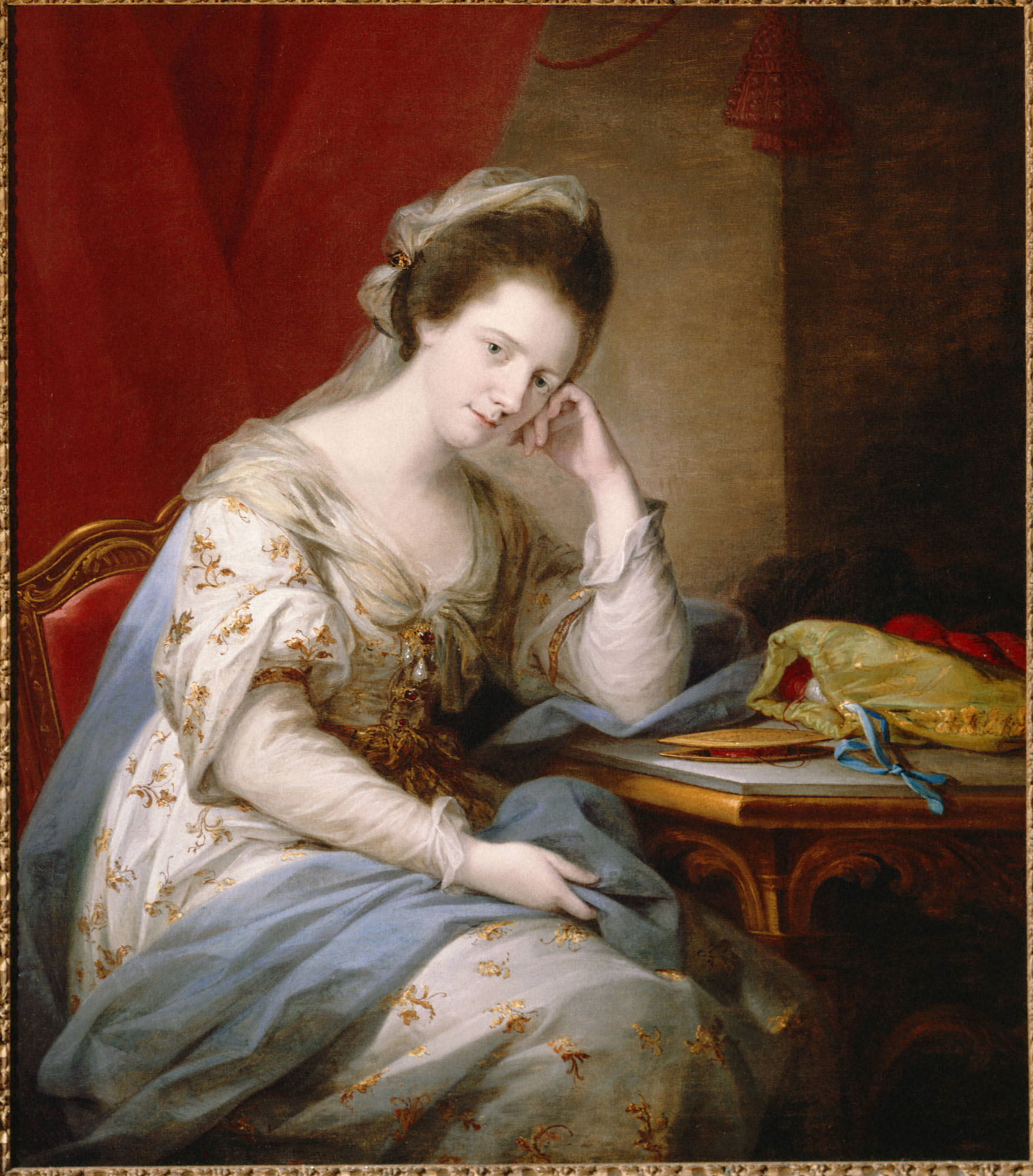
Barbara St. John, contessa di Coventry, di Angelica Kauffmann, Princeton University Art Museum.

### Secondo Matrimonio
Sposò, il 27 settembre 1764, Barbara St. John (?-25 novembre 1804), figlia di John St. John, XI barone St. John. Ebbero due figli:
- John Coventry (20 giugno 1765-12 novembre 1829), sposò in prime nozze Anne Clayton, ebbero tre figli, e in seconde nozze Anna Maria Eves, non ebbero figli;
- Thomas William Coventry (24 dicembre 1778-1816), sposò Catherine Clarke, ebbero tre figli.

## Morte
Lord Coventry sopravvisse alla sua seconda moglie per cinque anni e morì il 3 settembre 1809, all'età di 87 anni.